# Бараны (Агрикольское сельское поселение)
Бараны — хутор в Красногорском районе Удмуртской республики.

## География
Находится в северо-западной части Удмуртии на расстоянии приблизительно 14 км на юго-запад по прямой от районного центра села Красногорское.

## История
Известен с 1873 года как починок Шмелевской (Барины) с 4 дворами. В 1905 году 17 дворов, в 1924 (уже деревня Бараны) −21. До 2021 года входил в состав Агрикольского сельского поселения.

## Население
Постоянное население составляло 35 человек (1873), 95 (1905), 116 (1924, все русские), 11 человека в 2002 году (удмурты 73 %), 2 в 2012.